# Campionato mondiale di Formula 1 1965

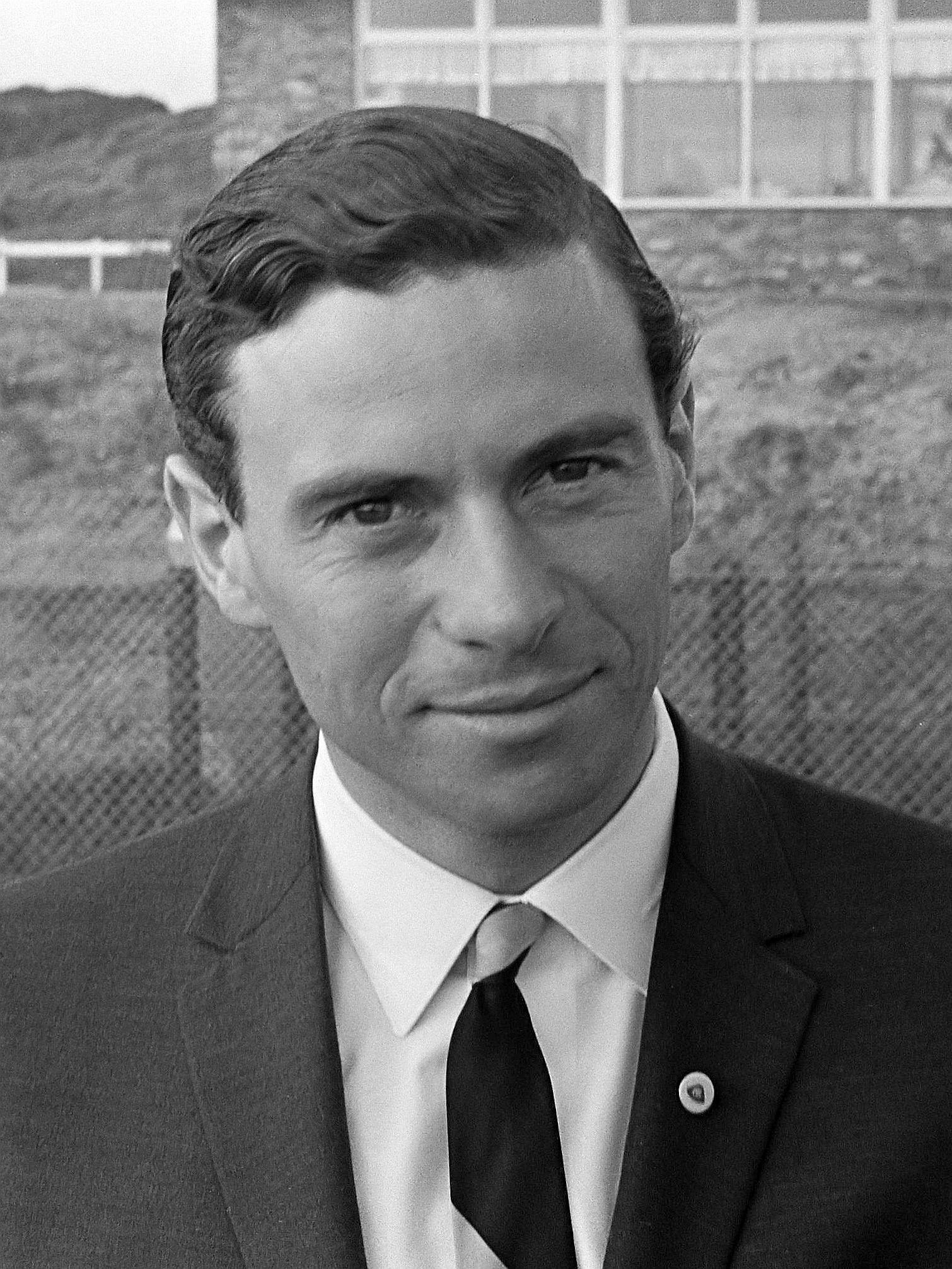
Jim Clark campione del mondo per la seconda volta.

Il campionato mondiale di Formula 1 1965 organizzato dalla FIA è stato, nella storia della categoria, il 16° ad assegnare il campionato piloti e l'8° ad assegnare il campionato costruttori. È iniziato il 1º gennaio e terminato il 24 ottobre, dopo 10 gare. Il titolo piloti è andato a Jim Clark e il titolo costruttori alla Lotus. Come già avvenuto due anni prima in occasione dell'altra sua affermazione mondiale, Clark dominò la classifica totalizzando addirittura il 100% dei punti disponibili.

## Riassunto della stagione
Ritenendosi derubato da John Surtees l'anno precedente, Jim Clark mirando ad una rivincita, riesce a disporre di un carburante più efficiente per la sua Lotus. Mentre infatti la BRM, ritenuta da molti leggermente superiore alla Lotus, deve scontare il lato umano dei suoi piloti e la Ferrari è distratta dagli impegni nei Prototipi, Clark e la Lotus formano un binomio vincente, riuscendo a vincere anche un gran premio, quello del Sudafrica, con il busto protettivo per le conseguenze di una brutta caduta sul ghiaccio ed uno, quello di Gran Bretagna, con la monoposto in avaria per 30 degli 80 giri previsti. Clark e la Lotus riescono a dominare anche la 500 Miglia di Indianapolis, con lo scozzese che diventa il primo pilota di Formula 1 a realizzare l'impresa.
Nel primo gran premio della stagione, in Sudafrica, si verifica un fatto curioso: la bandiera a scacchi è esposta a Clark con un giro di anticipo. Clark, proseguendo di slancio, riesce comunque a completare la distanza prevista.
La Lotus vive anche due brutti momenti, con vetture affidate a team privati: durante il Gran Premio di Monaco la vettura di Paul Hawkins finisce nelle acque del porto, mentre in Belgio la macchina di Richard Attwood centra un palo del telegrafo e si incendia. In entrambi i casi, fortunatamente, i piloti escono illesi dall'incidente
Tra gli altri eventi da segnalare per la stagione 1965, il debutto di Jackie Stewart su BRM (riuscirà a piazzarsi 3° nella classifica iridata, vincendo pure il Gran Premio d'Italia) e la prima vittoria nel mondiale di Formula 1, di una marca non europea: la Honda RA272 guidata dallo statunitense Richie Ginther si aggiudica infatti la prova conclusiva del campionato, il gran premio del Messico.

## Gare Mondiali

### Gran Premio del Sudafrica
Circuito di East London - 1º gennaio 1965 - XI South African Grand Prix

#### Ordine d'arrivo
1. Jim Clark (Lotus-Climax)
2. John Surtees (Ferrari)
3. Graham Hill (BRM)
4. Mike Spence (Lotus-Climax)
5. Bruce McLaren (Cooper-Climax)
6. Jackie Stewart (BRM)

### Gran Premio di Monaco
Monte Carlo - 30 maggio 1965 - 23e Grand Prix Automobile de Monaco

#### Ordine d'arrivo
1. Graham Hill (BRM)
2. Lorenzo Bandini (Ferrari)
3. Jackie Stewart (BRM)
4. John Surtees (Ferrari)
5. Bruce McLaren (Cooper-Climax)
6. Jo Siffert (Brabham-BRM)

### Gran Premio del Belgio
Circuito di Spa-Francorchamps - 13 giugno 1965 - XXV Grote Prijs van Belgie, Grand Prix d'Europe

#### Ordine d'arrivo
1. Jim Clark (Lotus-Climax)
2. Jackie Stewart (BRM)
3. Bruce McLaren (Cooper-Climax)
4. Jack Brabham (Brabham-Climax)
5. Graham Hill (BRM)
6. Richie Ginther (Honda)

### Gran Premio di Francia
Circuito di Clermont-Ferrand - 27 giugno 1965 - 51e Grand Prix de l'A.C.F.

#### Ordine d'arrivo
1. Jim Clark (Lotus-Climax)
2. Jackie Stewart (BRM)
3. John Surtees (Ferrari)
4. Denny Hulme (Brabham-Climax)
5. Graham Hill (BRM)
6. Jo Siffert (Brabham-BRM)

### Gran Premio di Gran Bretagna
Silverstone - 10 luglio 1965 - RAC British Grand Prix

#### Ordine d'arrivo
1. Jim Clark (Lotus-Climax)
2. Graham Hill (BRM)
3. John Surtees (Ferrari)
4. Mike Spence (Lotus-Climax)
5. Jackie Stewart (BRM)
6. Dan Gurney (Brabham-Climax)

### Gran Premio d'Olanda
Zandvoort - 18 luglio 1965 - XIV Grote Prijs van Nederland

#### Ordine d'arrivo
1. Jim Clark (Lotus-Climax)
2. Jackie Stewart (BRM)
3. Dan Gurney (Brabham-Climax)
4. Graham Hill (BRM)
5. Denny Hulme (Brabham-Climax)
6. Richie Ginther (Honda)

### Gran Premio di Germania
Nürburgring - 1º agosto 1965 - XXVII Großer Preis von Deutschland

#### Ordine d'arrivo
1. Jim Clark (Lotus-Climax)
2. Graham Hill (BRM)
3. Dan Gurney (Brabham-Climax)
4. Jochen Rindt (Cooper-Climax)
5. Jack Brabham (Brabham-Climax)
6. Lorenzo Bandini (Ferrari)

### Gran Premio d'Italia
Autodromo nazionale di Monza - 12 settembre 1965 - 36º Gran Premio d'Italia

#### Ordine d'arrivo
1. Jackie Stewart (BRM)
2. Graham Hill (BRM)
3. Dan Gurney (Brabham-Climax)
4. Lorenzo Bandini (Ferrari)
5. Bruce McLaren (Cooper-Climax)
6. Richard Attwood (Lotus-BRM)

### Gran Premio degli Stati Uniti
Watkins Glen - 3 ottobre 1965 - VIII United States Grand Prix

#### Ordine d'arrivo
1. Graham Hill (BRM)
2. Dan Gurney (Brabham-Climax)
3. Jack Brabham (Brabham-Climax)
4. Lorenzo Bandini (Ferrari)
5. Pedro Rodríguez (Ferrari)
6. Jochen Rindt (Cooper-Climax)

### Gran Premio del Messico
Autodromo de la Ciudad de Mexico Magdalena Mixhuca - 24 ottobre 1965 - IV Gran Premio de Mexico

#### Ordine d'arrivo
1. Richie Ginther (Honda)
2. Dan Gurney (Brabham-Climax)
3. Mike Spence (Lotus-Climax)
4. Jo Siffert (Brabham-BRM)
5. Ronnie Bucknum (Honda)
6. Richard Attwood (Lotus-BRM)

## Risultati

### Gran Premi
| Nº | Gara                          | Circuito           | Pole position | Giro più veloce | Pilota vincitore | Costruttore  |
| -- | ----------------------------- | ------------------ | ------------- | --------------- | ---------------- | ------------ |
| 1  | Gran Premio del Sudafrica     | Prince George      | Jim Clark     | Jim Clark       | Jim Clark        | Lotus-Climax |
| 2  | Gran Premio di Monaco         | Monaco             | Graham Hill   | Graham Hill     | Graham Hill      | BRM          |
| 3  | Gran Premio del Belgio        | Spa-Francorchamps  | Graham Hill   | Jim Clark       | Jim Clark        | Lotus-Climax |
| 4  | Gran Premio di Francia        | Reims-Gueux        | Jim Clark     | Jim Clark       | Jim Clark        | Lotus-Climax |
| 5  | Gran Premio di Gran Bretagna  | Silverstone        | Jim Clark     | Graham Hill     | Jim Clark        | Lotus-Climax |
| 6  | Gran Premio d'Olanda          | Zandvoort          | Graham Hill   | Jim Clark       | Jim Clark        | Lotus-Climax |
| 7  | Gran Premio di Germania       | Nürburgring        | Jim Clark     | Jim Clark       | Jim Clark        | Lotus-Climax |
| 8  | Gran Premio d'Italia          | Monza              | Jim Clark     | Jim Clark       | Jackie Stewart   | BRM          |
| 9  | Gran Premio degli Stati Uniti | Watkins Glen       | Graham Hill   | Graham Hill     | Graham Hill      | BRM          |
| 10 | Gran Premio del Messico       | Hermanos Rodríguez | Jim Clark     | Dan Gurney      | Richie Ginther   | Honda        |

## Classifiche

### Classifica piloti
Il sistema di punteggio prevedeva l'attribuzione ai primi sei classificati rispettivamente di 9, 6, 4, 3, 2 e un punto. Per la classifica finale valevano i migliori sei risultati; nella colonna Punti sono indicati i punti effettivamente validi per il campionato, tra parentesi i punti totali conquistati.
| Pos. | Pilota              |     |     |     |     |     |     |     |     |     |     | Punti   |
| ---- | ------------------- | --- | --- | --- | --- | --- | --- | --- | --- | --- | --- | ------- |
| 1    | Jim Clark           | 1   |     | 1   | 1   | 1   | 1   | 1   | 10  | Rit | Rit | 54      |
| 2    | Graham Hill         | 3   | 1   | 5   | 5   | 2   | 4   | 2   | 2   | 1   | Rit | 40 (47) |
| 3    | Jackie Stewart      | 6   | 3   | 2   | 2   | 5   | 2   | Rit | 1   | Rit | Rit | 33 (34) |
| 4    | Dan Gurney          | Rit |     | 10  | Rit | 6   | 3   | 3   | 3   | 2   | 2   | 25      |
| 5    | John Surtees        | 2   | 4   | Rit | 3   | 3   | 7   | Rit | Rit |     |     | 17      |
| 6    | Lorenzo Bandini     | 15  | 2   | 9   | 8   | Rit | 9   | 6   | 4   | 4   | 8   | 13      |
| 7    | Richie Ginther      |     | Rit | 6   | Rit | Rit | 6   |     | 14  | 7   | 1   | 11      |
| 8    | Mike Spence         | 4   |     | 7   | 7   | 4   | 8   | Rit | 11  | Rit | 3   | 10      |
| =    | Bruce McLaren       | 5   | 5   | 3   | Rit | 10  | Rit | Rit | 5   | Rit | Rit | 10      |
| 10   | Jack Brabham        | 8   | Rit | 4   |     | NP  |     | 5   |     | 3   | Rit | 9       |
| 11   | Denny Hulme         |     | 8   |     | 4   | Rit | 5   | Rit | Rit |     |     | 5       |
| =    | Jo Siffert          | 7   | 6   | 8   | 6   | 9   | 13  | Rit | Rit | 11  | 4   | 5       |
| 13   | Jochen Rindt        | Rit | NQ  | 11  | Rit | 14  | Rit | 4   | 8   | 6   | Rit | 4       |
| 14   | Pedro Rodríguez     |     |     |     |     |     |     |     |     | 5   | 7   | 2       |
| =    | Ronnie Bucknum      |     | Rit | Rit | Rit |     |     |     | Rit | 13  | 5   | 2       |
| =    | Richard Attwood     |     | Rit | 14  |     | 13  | 12  | Rit | 6   | 10  | 6   | 2       |
| –    | Jo Bonnier          | Rit | 7   | Rit | Rit | 7   | Rit | 7   | 7   | 8   | Rit | 0       |
| –    | Frank Gardner       | 12  | Rit | Rit |     | 8   | 11  | Rit | Rit |     |     | 0       |
| –    | Masten Gregory      |     |     | Rit |     | 12  |     | 8   | Rit |     |     | 0       |
| –    | Bob Anderson        | NC  | 9   | NP  | 9   | Rit | Rit | NP  |     |     |     | 0       |
| –    | Innes Ireland       |     |     | 13  | Rit | Rit | 10  |     | 9   | Rit | NP  | 0       |
| –    | Paul Hawkins        | 9   | 10  |     |     |     |     | Rit |     |     |     | 0       |
| –    | Bob Bondurant       |     |     |     |     |     |     |     |     | 9   | Rit | 0       |
| –    | Peter de Klerk      | 10  |     |     |     |     |     |     |     |     |     | 0       |
| –    | Ian Raby            |     |     |     |     | 11  |     | NQ  |     |     |     | 0       |
| –    | Tony Maggs          | 11  |     |     |     |     |     |     |     |     |     | 0       |
| –    | Moisés Solana       |     |     |     |     |     |     |     |     | 12  | Rit | 0       |
| –    | Lucien Bianchi      |     |     | 12  |     |     |     |     |     |     |     | 0       |
| –    | Nino Vaccarella     |     |     |     |     |     |     |     | 12  |     |     | 0       |
| –    | Roberto Bussinello  |     |     |     |     |     |     | NQ  | 13  |     |     | 0       |
| –    | Sam Tingle          | 13  |     |     |     |     |     |     |     |     |     | 0       |
| –    | David Prophet       | 14  |     |     |     |     |     |     |     |     |     | 0       |
| –    | Chris Amon          |     |     |     | Rit | NP  |     | Rit |     |     |     | 0       |
| –    | John Love           | Rit |     |     |     |     |     |     |     |     |     | 0       |
| –    | Mike Hailwood       |     | Rit |     |     |     |     |     |     |     |     | 0       |
| –    | John Rhodes         |     |     |     |     | Rit |     |     |     |     |     | 0       |
| –    | Gerhard Mitter      |     |     |     |     |     |     | Rit |     |     |     | 0       |
| –    | Geki                |     |     |     |     |     |     |     | Rit |     |     | 0       |
| –    | Giancarlo Baghetti  |     |     |     |     |     |     |     | Rit |     |     | 0       |
| –    | Giorgio Bassi       |     |     |     |     |     |     |     | Rit |     |     | 0       |
| –    | Alan Rollinson      |     |     |     |     | NP  |     |     |     |     |     | 0       |
| –    | Ludovico Scarfiotti |     |     |     |     |     |     |     |     |     | NP  | 0       |
| –    | Trevor Blokdyk      | NQ  |     |     |     |     |     |     |     |     |     | 0       |
| –    | Neville Lederle     | NQ  |     |     |     |     |     |     |     |     |     | 0       |
| –    | Doug Serrurier      | NQ  |     |     |     |     |     |     |     |     |     | 0       |
| –    | Brausch Niemann     | NQ  |     |     |     |     |     |     |     |     |     | 0       |
| –    | Ernie Pieterse      | NQ  |     |     |     |     |     |     |     |     |     | 0       |
| –    | Brian Gubby         |     |     |     |     | NQ  |     |     |     |     |     | 0       |
| –    | Clive Puzey         | NPQ |     |     |     |     |     |     |     |     |     | 0       |
| –    | Jackie Pretorius    | NPQ |     |     |     |     |     |     |     |     |     | 0       |
| –    | Dave Charlton       | NPQ |     |     |     |     |     |     |     |     |     | 0       |
| Pos. | Pilota              |     |     |     |     |     |     |     |     |     |     | Punti   |

| Legenda | 1º posto     | 2º posto | 3º posto    | A punti         | Senza punti/Non class.  | Grassetto – Pole position Corsivo – Giro più veloce |
| Legenda | Squalificato | Ritirato | Non partito | Non qualificato | Solo prove/Terzo pilota | Grassetto – Pole position Corsivo – Giro più veloce |

### Classifica costruttori
| Pos. | Costruttore             | Punti   |
| ---- | ----------------------- | ------- |
| 1    | Lotus-Climax            | 54 (58) |
| 2    | BRM                     | 45 (61) |
| 3    | Brabham-Climax          | 27 (31) |
| 4    | Ferrari                 | 26 (27) |
| 5    | Cooper-Climax           | 14      |
| 6    | Honda                   | 11      |
| 7    | Brabham-BRM             | 5       |
| 8    | Lotus-BRM               | 2       |
| 9    | LDS-Alfa Romeo          | 0       |
| 10   | LDS-Climax              | 0       |
| 11   | Cooper-Ford             | 0       |
| 12   | Alfa Special-Alfa Romeo | 0       |
| 13   | Brabham-Ford            | 0       |
| 14   | Lotus-Ford              | 0       |

- Punti assegnati per ogni GP: 1º 9 pts - 2º 6 pts - 3º 4 pts - 4º 3 pts - 5º 2 pts - 6º 1 pt.
- Nel conteggio punti per il Campionato valgono solo i migliori 6 risultati. Nella colonna Punti sono indicati i punti effettivamente validi per il Campionato, tra parentesi i punti totali conquistati.